# 赛都拉·赛甫拉也夫
赛都拉·赛甫拉也夫（1918年1月—2002年9月4日）维吾尔族，新疆吐鲁番人，中华人民共和国官员。

## 生平
1918年1月，出生于新疆吐鲁番县的一个农民家庭。1937年8月，自苏联国立中亚大学毕业，回国后历任迪化（今乌鲁木齐）的新疆省立师范学校、伊犁中学、伊犁六中教员。1940年，参加新疆反帝会。1943年，到苏联学习。
1944年10月归国，11月7日参加三区革命，历任东突厥斯坦共和国临时政府教育厅干部科科长，伊宁市教育局局长，东突厥斯坦革命青年团副主席、主席，伊犁地区教育局局长，察布查尔县代县长。
1950年3月，加入中国共产党（无预备期）。历任南疆宣传队队长、南疆军政委员会委员、群工部副部长，中共伊犁区党委副书记，喀什地委常委、喀什行署专员兼统战部长、法院院长。
1951年2月，赛都拉·赛甫拉也夫在伊犁主持召开了“五十一个知识分子座谈会”，讨论新疆成立维吾尔斯坦共和国的问题。1951年3月，赛都拉·赛甫拉也夫和列斯肯在乌鲁木齐受到王震严厉斥责。
1954年8月起，历任中共新疆维吾尔自治区党委常委、组织部副部长兼新疆维吾尔自治区人事厅厅长、新疆维吾尔自治区人民检察院检察长。1956年7月，任中共新疆维吾尔自治区党委书记处书记。1957年，任哈密行署副专员。
1979年8月后，历任新疆维吾尔自治区政协副主席，新疆维吾尔自治区第五、六届人民代表大会常务委员会副主任、党组副书记。
他曾当选为新疆维吾尔自治区第一届人民代表大会代表，新疆维吾尔自治区第三次党代会代表。1954年，当选第一届全国人民代表大会代表。
2002年9月4日，赛都拉·赛甫拉也夫在乌鲁木齐病逝，享年84岁。